# Лудміла Конечна
Лудміла Конєкна, до шлюбу Відерманнова (24 лютого 1862 Накло — 30 серпня 1935 Брно) — чеська феміністка, організаторка соціальної допомоги та муніципальна політикиня Брно.

## Життєпис
Народилася в родині Освальда Відерманна, учителя в Наклі, та його Франтішки, до шлюбу Зборжилової старшою з чотирьох сестер, її брат передчасно помер, як і одна донька — двійня сестри Здени. Її сестра Зденка Відерманнова-Мотичкова (1868—1915) була борчинею за права жінок. Людміла Відерманнова–Конечна ходила до початкової школи в Наклі і за допомогою свого батька навчалася читати, хоча навчання не продовжувала. Сама навчилася грі на фортепіано та органі.
24 квітня 1883 року в Наклі одружилася з учителем Алоїзом Конечним, пізніше членом Революційних національних зборів від Чехословацької соціалістичної партії. В шлюбі народила дев'ятьох дітей, син і три дочки дожили до повноліття.

## Діяльність
У 1887 році чоловіка призначили директором у Богдікові (тоді Чеський Богдіков). Людміла Конечна закінчила курс промислових учителів і успішно склала іспити в 1892 році. Таким чином вона змогла почати викладання рукоділля у Чеському Богдікові та сусідній школі в Комнятці. У переважно німецькому окрузі Шумперк, до якого належав Чеський Богдіков, було 12 чеських сіл. Лудміла Конечна заснувала Жіночий союз національної єдності, на засідання якого збиралися жінки з цих сіл.
У 1906 році чоловіка перевели до Рибіного у Новому Їчині, а Людміла Конечна переїхала з дітьми до Оломоуца, де вони могли здобути освіту. Батько їздив відвідувати родину щонеділі. У 1910 році Лудміла Конечна ініціювала створення Асоціації прогресивних жінок Оломоуцького краю і стала її головою. Цю функцію вона виконувала протягом усього свого перебування в Оломоуці, тобто до 1911 року.
У червні 1911 року родина з дітьми переїхала до Брно, де чоловіка було обрано до Імперської Ради від Національної соціальної партії, і працювала там до кінця Першої світової війни. Конечна активно долучилася до політичної та громадської діяльності у Брно. У 1912 році вона заснувала Національну соціальну жіночу асоціацію Брно та отримала посаду в комітеті Matice školská, де познайомилася з життям бідних у Брно. З її ініціативи в 1914 році у Брно засновано Асоціацію сиріт, діяльність якої була спрямована на захист дітей-сиріт чеської національності (на відміну від німецького Kinderschutzamt, який був створений раніше). У 1916 році її головою стала Лудміла Конечна.
Коли в 1915 році померла її сестра Зденка Відерманнова-Мотичкова, Лудміла Конечна взяла на себе видання журналу Ženská revue, який боровся за права жінок. Вона також працювала в журналі під своїм іменем або під псевдонімом Libuše Jasenská.
Після створення Чехословаччини Лудміла Конечна продовжила громадську діяльність. Вона також продовжувала видавати «Жіночий огляд», який їй довелося припинити в 1920 році з фінансових причин. Дитячий притулок було перетворено на районну опіку для молоді Велке Брно, а Конечна стала його головою. У 1919 році вийшла з церкви.
У 1920 році її обрано до комітету Чеської обласної комісії захисту дітей і опіки над молоддю в Моравії.
Після 1922 року змушена покинути читання та обмежити діяльність через хворобу ока. Однак після смерті чоловіка (1923 р.) знову активно долучилася до громадської діяльності. У міській раді Брно, куди її обрали, входила до соціально-бюджетної комісії.
Останньою асоціацією, співзасновницею якої була Лудміла Конечна, була асоціація опіки над працюючими дівчатами-підлітками «Добро» в Моравсько-Сілезькому краї (1931). Вона довго хворіла; через хворобу, наприклад, у квітні 1934 року вона не змогла взяти участь у святкуванні 25-річчя заснування Моравської вчительської спілки. 
Лудміла Конечна померла у Брно, урна з її прахом стоїть на центральному кладовищі Брно.

## Праці
Людміла Конечна регулярно читала лекції у різних моравських і чеських містах, особливо на тему опіки над дітьми та молоддю. Вона активно підтримувала свою сестру Зденку, наприклад, в асоціації Girls' Academy. Брала участь у створенні дитячого будинку Дагмар у Брно. Публікувалася також під псевдонімом Libuše Jasenská.
Публікації:
- Слово про національне виховання (IN: Збірник часових міркувань, серія III.: Завдання чеської жінки в родині та нації; опубліковано Алоїсом Шашеком, Velké Meziříčí, 1913);
- Війна і мир (Брно, Однота Мірова, 1913).

## Пам'ять
- У Брно-Стиржіце з 1946 року одна з вулиць носить ім'я Людміли Конечної.

### Коментар
1. ↑  Podle dobového tisku a literatury psal tento vlastenecky založený učitel své příjmení česky — Vídrman.

### Зовнішні посилання
- Ludmila Konečná v Encyklopedii dějin města Brna